# Physalosporina elymi
Physalosporina elymi är en svampart som beskrevs av Pisareva 1966. Physalosporina elymi ingår i släktet Physalosporina och familjen Phyllachoraceae.   Inga underarter finns listade i Catalogue of Life.